# Jorgos Teodotu
Jorgos Teodotu (gr. Γiώργος Θεοδότου, ur. 1 stycznia 1974 w Famaguście) – cypryjski piłkarz grający na pozycji obrońcy. W swojej karierze rozegrał 69 meczów w reprezentacji Cypru.

## Kariera klubowa
Karierę piłkarską Teodotu rozpoczął w klubie EPA Larnaka. W sezonie 1990/1991 zadebiutował w jego barwach w pierwszej lidze cypryjskiej. Grał w nim do końca sezonu 1993/1994 i wtedy też doszło do fuzji EPA z Pezoporikosem Larnaka i utworzenia nowego, AEK Larnaka. W AEK Teodotu występował przez sześć sezonów. Największym jego sukcesem w tym klubie był występ w finale Pucharu Cypru w 1996 roku, przegranym 0:2 z APOEL-em Nikozja.
Latem 2000 roku Teodotu przeszedł z AEK Larnaka do Omonii Nikozja. W sezonie 2000/2001 oraz sezonie 2002/2003 wywalczył z Omonią dwa tytuły mistrza Cypru. W 2005 roku zdobył Puchar Cypru. Z Omonią sięgnął też po trzy Superpuchary Cypru (2001, 2003, 2005). W 2008 roku przeszedł do Anorthosisu Famagusta. Grał w nim w sezonie 2008/2009, a następnie zakończył karierę piłkarską.
| Sezon   | Klub                 | Kraj | Rozgrywki | Mecze | Bramki |
| ------- | -------------------- | ---- | --------- | ----- | ------ |
| 1990/91 | EPA Larnaka          | Cypr | I liga    | 6     | 0      |
| 1991/92 | EPA Larnaka          | Cypr | I liga    | 0     | 0      |
| 1992/93 | EPA Larnaka          | Cypr | I liga    | 15    | 0      |
| 1993/94 | EPA Larnaka          | Cypr | I liga    | 23    | 0      |
| 1994/95 | AEK Larnaka          | Cypr | I liga    | 29    | 3      |
| 1995/96 | AEK Larnaka          | Cypr | I liga    | 24    | 2      |
| 1996/97 | AEK Larnaka          | Cypr | I liga    | 23    | 2      |
| 1997/98 | AEK Larnaka          | Cypr | I liga    | 24    | 4      |
| 1998/99 | AEK Larnaka          | Cypr | I liga    | 20    | 3      |
| 1999/00 | AEK Larnaka          | Cypr | I liga    | 25    | 1      |
| 2000/01 | Omonia Nikozja       | Cypr | I liga    | 22    | 4      |
| 2001/02 | Omonia Nikozja       | Cypr | I liga    | 24    | 1      |
| 2002/03 | Omonia Nikozja       | Cypr | I liga    | 25    | 1      |
| 2003/04 | Omonia Nikozja       | Cypr | I liga    | 20    | 2      |
| 2004/05 | Omonia Nikozja       | Cypr | I liga    | 13    | 0      |
| 2005/06 | Omonia Nikozja       | Cypr | I liga    | 10    | 1      |
| 2006/07 | Omonia Nikozja       | Cypr | I liga    | 22    | 1      |
| 2007/08 | Omonia Nikozja       | Cypr | I liga    | 14    | 0      |
| 2008/09 | Anorthosis Famagusta | Cypr | I liga    | 3     | 0      |

## Kariera reprezentacyjna
W reprezentacji Cypru Teodotu zadebiutował 20 lutego 1996 roku w wygranym 1:0 towarzyskim meczu z Estonią, rozegranym w Limassolu. W swojej karierze grał w: eliminacjach do MŚ 1998, Euro 2000, MŚ 2002, Euro 2004, MŚ 2006 i Euro 2008. Od 1996 do 2008 roku rozegrał w kadrze narodowej 69 meczów.